# 角の三等分問題

（目盛りなしの）定規とコンパスを使用したネウシス作図により任意の角は三等分できる。この例では、（目盛りなしだが、円の半径に等しい長さの）定規をスライドと同時に回転させる操作により、θ>3π/4を満たす角θが三等分されたφ=θ/3を作図している。

角の三等分問題（かくのさんとうぶんもんだい、英: angle trisection）とは、古代ギリシャ数学における古典的な定規とコンパスによる作図問題である。この問題は、与えられた任意の角に対しその三分の一の大きさの角を、目盛りのない定規とコンパスのみを用いて作図せよというものである。
1837年にピエール・ヴァンツェルにより、一般にはこの問題を解くことが不可能であることが示された。ただし、これは定規とコンパスのみを用いて角を三等分する方法が一般には存在しないということであり、特別な場合として三等分が可能な角は幾つか存在する。例えば、直角の三等分（即ち 30° の角の作図）は比較的単純に行うことができる。逆に、三等分が不可能な角で不可能性を容易に証明することができるものが幾つか存在する。例えば、60° の三等分（即ち 20° の角の作図）の不可能性は複素数を使うことにより比較的単純に示すことができる。
定規とコンパス以外の道具を用いて任意の角の三等分を行うことは可能である。例として、古代ギリシャから知られていたネウシス作図や、トマホークを用いる作図などがある。これはスライドと同時に回転が可能な目盛り付きの定規を用いる作図であり、（目盛りなしの）定規とコンパスでは不可能な作図である。その他数々の方法が数学者達により何世紀にもわたって考案されてきた。
この問題の内容自体は単純で理解に難くない一方、これが解けないことの証明は複雑である。そのため、角の三等分問題の解法はよく疑似数学的な試みの対象となる。これらの「解法」はしばしばルールの誤解釈、あるいは単純に誤りを含んだものとなっている。